# Rolf Winter (Journalist)
Rolf Winter (* 10. Oktober 1927  in Lübeck; † 29. September 2005 in Hamburg) war ein deutscher Journalist und Sachbuchautor. Er war Chefredakteur von Stern und GEO und Berater des Verlags Gruner + Jahr. Nach dem Skandal um die Hitler-Tagebücher half er, den lädierten Ruf des Stern wiederherzustellen.

## Leben

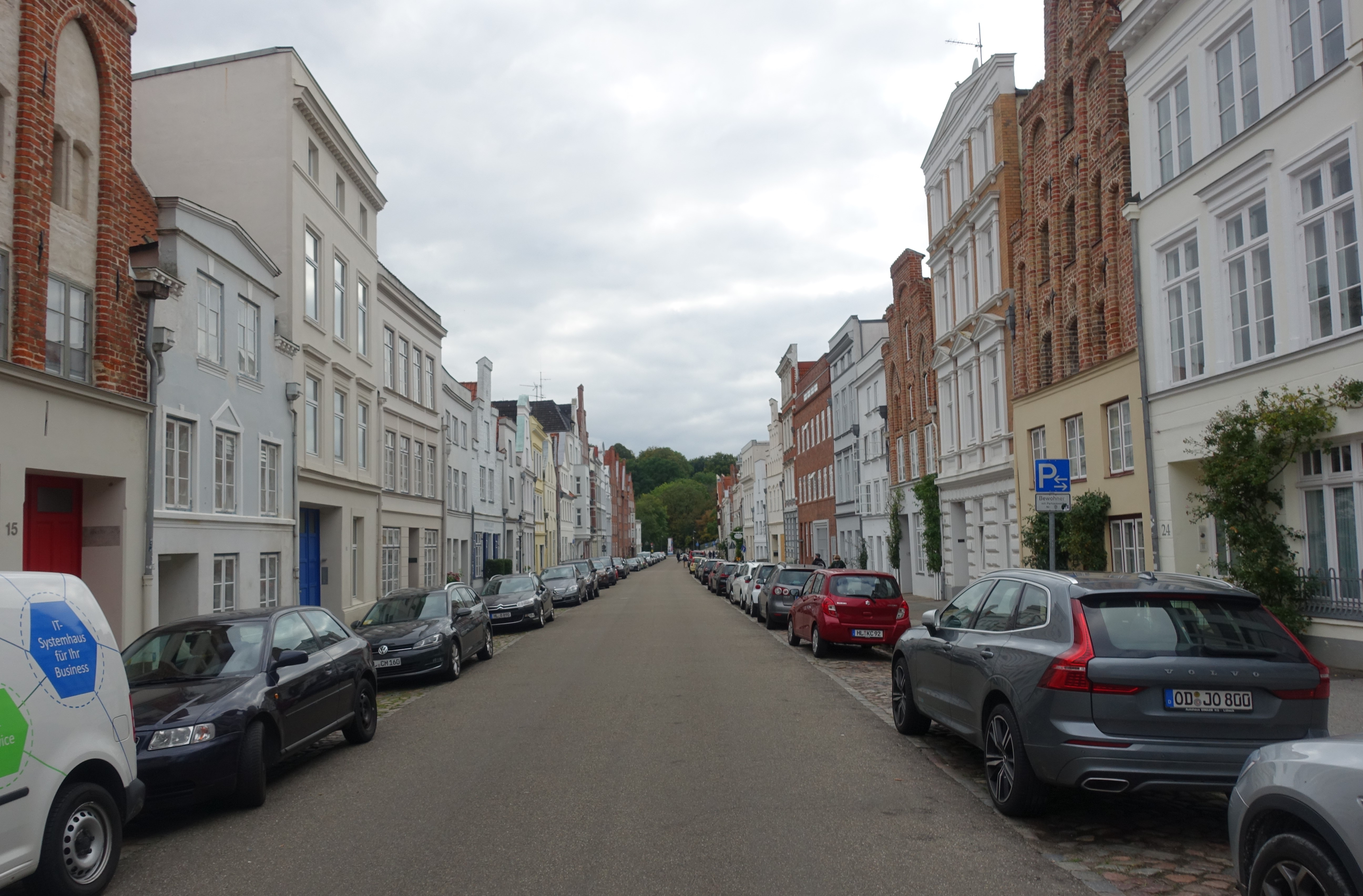
Rolf Winter hat seine Kindheit in der Straße Dankwartsgrube (2021) in der Lübeck-Altstadt verlebt

Rolf Winter hat seine Kindheit in Lübeck am „sozialen Rand“ in dem ärmsten Viertel verlebt und in seinem Buch „Hitler kam aus der Dankwartsgrube“ verarbeitet. Er begann 1949 in Bonn als Journalist zu arbeiten, wurde Chefredakteur der Schleswig-Holsteinischen Landeszeitung. Er wechselte als Chefreporter zur Illustrierten Kristall, war Chefredakteur des Gesundheitsmagazins Vital.
1967 wurde er USA-Korrespondent der Illustrierten Stern. 1975 wechselte er zur neu gegründeten Reportagezeitschrift GEO, wurde 1976 ihr Chefredakteur, später Mitherausgeber.
1984 ging er als Chefredakteur zum Stern, wurde Nachfolger von Rolf Gillhausen und Peter Scholl-Latour. Er half, den nach der Veröffentlichung gefälschter Hitler-Tagebücher lädierten Ruf der Zeitschrift zu reparieren. 1988 wurde er Chefredakteur der Zeitschrift Sports. Danach arbeitete er als Chefberater des Vorstandes des Gruner + Jahr Verlags, schrieb gelegentlich für GEO. Er machte sich auch einen Namen als Autor Amerika-kritischer Bücher. Zuletzt lebte er mit seiner zweiten Frau zurückgezogen in einem alten Landhaus in Hoffeld in der Nähe von Bordesholm.
Nach 1995 veröffentlichte Winter in der Zeitschrift Sports unter dem Pseudonym Dankwart Grube einige Porträts über Autos.
1989 veröffentlichte er das Buch Ami go home, das eine persönliche Abrechnung mit den USA war und rasch zum Bestseller avancierte. Weitere Bücher folgten. In einigen von ihnen setzte sich Winter abermals sehr kritisch mit den USA auseinander; andere beschäftigen sich mit der politisch-gesellschaftlichen Situation im heutigen Deutschland, seinem – auf eigenen Kriegserfahrungen beruhenden – Engagement für den Pazifismus sowie mit seiner Kindheit im nationalsozialistischen Deutschland.
Er lebte lange in Hamburg und Braderup auf Sylt. Der Spiegel schrieb in seinem Nachruf: Winter sprach von sich als „Workaholic“ – zu Recht.

## Kritik
Die amerikakritischen Bücher Rolf Winters, wie etwa Ami go home oder Hilfe: Amerika! wurden ihrerseits kritisiert. Winter wurde der Vorwurf eines einfachen, amerikafeindlichen Weltbildes gemacht. Dan Diner, Professor an der Hebräischen Universität Jerusalem, warf Winter vor, Indianermassaker mit dem Holocaust gleichzusetzen.

## Bücher (Auswahl)
- Ami go home. Plädoyer für den Abschied von einem gewalttätigen Land. Rasch und Röhring Verlag, Hamburg 1989, ISBN 3-89136-288-9
- Die amerikanische Zumutung. Plädoyers gegen das Land des real existierenden Kapitalismus. Wilhelm Heyne Verlag, München 1990, ISBN 978-3-453-04719-8
- Hitler kam aus der Dankwartsgrube (und kommt vielleicht mal wieder). Eine Kindheit in Deutschland. Rasch und Röhring Verlag, Hamburg 1991, ISBN 3-89136-413-X
- Gottes eigenes Land? Werte, Ziele und Realitäten der Vereinigten Staaten von Amerika. Rasch und Röhring Verlag, Hamburg 1991, ISBN 3-89136-321-4
- Wer, zur Hölle, ist der Staat? Geständnisse, Fragen und Empörungen eines Pazifisten. Rasch und Röhring Verlag, Hamburg 1992, ISBN 978-3-89136-450-5
- Nein, so hat diese Republik nicht werden sollen. Die politische Kultur der Bundesrepublik. Rasch und Röhring Verlag, Hamburg 1994, ISBN 978-3-89136-489-5
- Little America. Die Amerikanisierung der deutschen Republik. Rasch und Röhring Verlag, Hamburg 1995, ISBN 978-3-89136-560-1